# David S. Touretzky

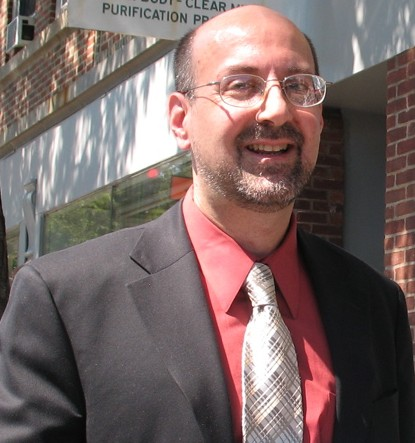
David S. Touretzky (2007)

David Stuart Touretzky (geboren um 1956) ist ein amerikanischer Informatiker, der an der Carnegie Mellon University lehrt.

## Leben
Seinen B.A. in Computer Science (Informatik) machte David S. Touretzky 1978 an der Rutgers University, 1984 promovierte er an der Carnegie Mellon University. Zu seinen Forschungsgebieten zählen Künstliche Intelligenz, Maschinelles Lernen, Neuroinformatik und Robotik. Im Jahr 1986 erschien seine Dissertation unter dem Titel The Mathematics of Inheritance Systems. 1990 veröffentlichte er eine Einführung in die Programmiersprache Common Lisp. 2006 wurde er von der Association for Computing Machinery als Distinguished Scientist ausgezeichnet. Er ist Mitglied des Vorstandes von Neur IPS und Herausgeber mehrerer Tagungsbände. Außerdem gehört er der Redaktion der Fachzeitschrift Higher-Order and Symbolic Computation an.
Im Jahr 2000 trat er als Zeuge der Verteidigung in dem Gerichtsverfahren Universal City Studios, Inc. v. Reimerdes auf, bei dem es um die Veröffentlichung des Dekodierprogramms DeCSS ging. Nachdem das Gericht entschieden hatte, dass die Verbreitung des ausführbaren Programmcodes untersagt sei, beschrieb Touretzky den Algorithmus des Content Scramble System in natürlicher Sprache und veröffentlichte andere Umsetzungen (in verschiedenen Programmiersprachen, als Bild, Musikstück etc.) auf seiner Website, um die Schwachstellen dieser Entscheidung aufzuzeigen. In den Communications of the ACM veröffentlichte er im August 2001 einen Aufsatz, in dem er Einschränkungen des im 1. Zusatzartikel zur Verfassung der Vereinigten Staaten festgeschriebenen Rechts auf freie Meinungsäußerung kritisiert, denen Programmierer seiner Ansicht nach durch missbräuchliche Copyright-Bestimmungen unterworfen seien.
Für die Meinungsfreiheit setzte er sich auch im Fall des 18-jährigen Sherman Martin Austin ein, der auf seiner Website eine Anleitung zum Bombenbau veröffentlicht hatte und deswegen 2002 zu einer einjährigen Haftstrafe verurteilt worden war. Touretzky, der sich selbst als Anhänger der Republikaner bezeichnet, stellte einen Mirror für die inkriminierten Seiten zur Verfügung.
David Touretzky gehört zu den bekanntesten Kritikern von Scientology und Narconon in den USA. Auf seiner Website The Secrets of Scientology wendet er sich gegen die Auffassung, die von Scientology angewandten Methoden seien harmlos und ineffektiv, und macht deren Inhalte und Techniken öffentlich. Er trat mehrfach in Nachrichtensendungen von CNN und MSNBC auf. Im Juli 2007 bezeichnete er Scientology in einem Interview als „totalitären Kult“.